# Johan Svendsen
Johan Severin Svendsen, född 30 september 1840 i Kristiania, död 14 juni 1911 i Köpenhamn, var en norsk kompositör, dirigent och violinist.

## Biografi
Svendsen lärde sig tidigt att spela flöjt och klarinett, men främst violin. Vid 21 års ålder inledde han konsertresor och kom 1863 till Leipzigs musikkonservatorium, där han studerade under Moritz Hauptmann, Ferdinand David, Ernst Richter och Carl Reinecke. Han komponerade samtidigt flera uppmärksammade verk. Våren 1868 reste han till Paris, där han kom att verka vid Théâtre de l'Odéon och uppmärksammades både som violinist och orkesterarrangör. Han påbörjade där den symfoniska inledningen till Sigurd Slembe, skrev violinkonserten opus 6 och några orkesterbearbetningar av Franz Liszt och Franz Schubert.
Kort före fransk-tyska krigets utbrott 1870 reste han till Leipzig, och 1870–71 dirigerade han med största framgång sin D-dur-symfoni i Gewandhaus. Under denna tid skrev han cellokonserten opus 7. Hösten 1871 övertog han för ett år dirigentposten vid Euterpe-konserterna, fullbordade den symfoniska inledningen till Sigurd Slembe, vilken uppfördes i Euterpe, och under vinterns spelades violinkonserten i Gewandhaus av Robert Heckmann.
Hösten 1872 återvände han till Kristiania, där Edvard Grieg året innan stiftat Musikforeningen. Han kom att verka där som dirigent, och delvis tillsammans med Grieg, delvis ensam, ledde han föreningens konserter. Han utvecklade också en omfattande lärarverksamhet, samtidigt som han komponerade flitigt. Från hösten 1872 till våren 1877 skrev han Sorgmarsch över Karl XV, orkesterlegenden Zorahayda, opus 11, Kröningsmarsch och den stora Festpolonese, flera bearbetningar av folkvisor för stråkorkester, orkesterfantasin Romeo og Julie, opus 18, de fyra norska rapsodierna, opus 17, 19, 21 och 22, hans andra symfoni, B-dur opus 15, och tillfällighetsverket Norsk Kunstnerkarneval.
Hösten 1877 reste Svendsen åter till utlandet. I Leipzig dirigerade han i Gewandhaus sin andra symfoni under stort bifall, och 1878 uppfördes i London hans kammarmusikverk, Oktetten, Kvintetten och Kvartetten under stort bifall. Hösten samma år slog han sig ned i Paris, där hans kammarmusikverk uppfördes i konsertsällskapet La Trompette, och en av hans norska rapsodier spelades hos Jules Pasdeloup.
År 1880 återvände han till Kristiania och övertog samma höst ledningen för Musikforeningen. I oktober 1882 gav han i Köpenhamn två konserter, vilka ledde till att han sommaren 1883 erbjöds bli kapellmästare vid Det Kongelige Teater där. Våren 1886 gav han sin avskedskonsert i Kristiania och efter ett besök i Stockholm, där han för första gången framträdde, och där han under  största bifall gav två konserter på Kungliga Operan, flyttade han sommaren samma år till Köpenhamn.
Under sin tjänstgöring som kapellmästare vid Det Kongelige Teater utvecklade Svendsen en betydande verksamhet. Av de dramatiska arbeten, som under honom för första gången kom till uppförande där, kan nämnas Richard Wagners Den flygande holländaren, Valkyrian, Sigfried och Ragnarök samt Giuseppe Verdis Otello, Falstaff och Aida.  Vid sidan av teaterverksamheten gav han varje år stora orkesterkonserter, där förutom klassikerna, betydande, främst ryska och franska, verk kom till uppförande, och slutligen ägnade han mycket tid och energi som överdirigent för de köpenhamnska manssångsföreningarna.
Under sin vistelse i Köpenhamn firade Svendsen upprepade gånger triumfer både som dirigent och kompositör i Europas storstäder, som Wien, Sankt Petersburg, Moskva, London, Bryssel och Helsingfors. Han framträdde på de nordiska musikfesterna i Köpenhamn 1888 och i Stockholm 1897, liksom vid musikfesten i Bergen 1898 och vid de norska konserterna i Paris 1900, liksom han upprepade gånger besökte sin födelsestad, där han framträdde i Musikforeningen och på Nationaltheatret. År 1908 tog han efter 25 års tjänst avsked från Det Kongelige Teater.
Svendsen var bland annat ledamot av Kungliga Musikaliska Akademien  i Stockholm (1905), Matschappij tot bevordering van toonkunst i Nederländerna, Philharmonic Society i London, Institut de France (Académie des Beaux-Arts) och Académie royale des Sciences, des Lettres et des Beaux-Arts i Belgien.
Han tilldelades Litteris et Artibus 1871.

## Verkförteckning (urval)
- Stråkkvartett i a-moll, op. 1 (1865)
- Stråkoktett i A-dur, op. 3 (1866)
- Symfoni nr 1 i D-dur, op. 4 (1867)
- Stråkkvintett i C-dur, op. 5 (1867)
- Violinkonsert i A-dur, op. 6 (1868–70)
- Cellokonsert i D-dur, op. 7 (1870)
- Sigurd Slembe, symfonisk inledning till Bjørnstjerne Bjørnsons drama, op. 8 (1871)
- Karneval i Paris för orkester, op. 9 (1872)
- Zorahayda, legend för orkester, op. 11 (1874, rev 1880)
- Festpolonese för orkester, op. 12 (1873)
- Norsk Kunstnerkarneval för orkester, op. 14 (1874)
- Symfoni nr 2 i B-dur op. 15 (1876)
- Norsk rapsodi nr 1 för orkester, op. 17 (1877)
- Romeo og Julia, ouvertyrfantasi, op. 18 (1876)
- Norsk rapsodi nr 2 för orkester, op. 19 (1877)
- Norsk rapsodi nr 3 för orkester, op. 21 (1877)
- Norsk rapsodi nr 4 för orkester, op. 22 (1878)
- Fem romanser för röst och piano, op. 23 (1879)
- Fire romanser för röst och piano, op. 24 (1879)
- To romanser för röst och piano, op. 25 (1878–80)
- Romans i G-dur för violin och orkester, op. 26 (1881)
- To svenske folkemelodier för stråkorkester, op. 27 (1876–78)
- Polonese nr 2 i D-dur för orkester, op. 28 (1882)
- To islandske melodier för stråkorkester, op. 30 (1874)
- I fjol gjet e gjeitin, variationer över en norsk folkvisa för stråkorkester, op. 31 (1874)
- Foråret kommer, festbalett, op. 33 (1892)
- Andante funèbre för orkester (1894)

## Utmärkelser
- Litteris et Artibus,  1871
- Riddare av Sankt Olavs orden,  1881[2]
- Kommendör av Dannebrogorden,  1892[2][3]
- Förtjänstmedaljen i guld,  1908[2][3]

[Redigera Wikidata]